# Encephalartos manikensis
Encephalartos manikensis — вид голонасінних рослин класу саговникоподібні (Cycadopsida).
Етимологія: від регіону Manica (латинізоване написання назви), західного Мозамбіку, з закінченням лат. -ensis, що означає походження.

## Опис
Рослини деревовиді; стовбур 1,5 м заввишки, 30 см діаметром. Листки завдовжки 100—200 см, темно-зелені, дуже блискучі; хребет зелений, троха зігнутий; черешок прямий, з 1–6 колючками. Листові фрагменти ланцетні; середні — 12-15 см завдовжки, 20–25 мм завширшки. Пилкові шишки 1–4, від яйцевидих до вузькояйцевидих, зелені, завдовжки 22–60 см, 7–15 см діаметром. Насіннєві шишки 1–4, яйцеподібні, зелені, завдовжки 32–50 см, 14–18 см діаметром. Насіння довгасте, завдовжки 30–36 мм, шириною 18–25 мм, саркотеста червона.

## Поширення, екологія
Країни поширення: Мозамбік; Зімбабве. Записаний від 600 до 1400 м над рівнем моря. Цей вид зазвичай зустрічається на трав'янистих схилах на великих гранітних ізольовані пагорбах або горах, а також у долинах річок у місцях, пов'язаних з лісами.

## Загрози та охорона
Виду в першу чергу загрожує браконьєрський видобуток диких рослин для декоративних цілей. Популяції є в Національному парку Ньянге в Зімбабве.